# Станіславчик (Польща)
Станіславчик (пол. Stanisławczyk) — село на Закерзонні в Польщі, у гміні Перемишль Перемишльського повіту Підкарпатського воєводства.
Населення — 163 особи (2011).

## Розташування
Розміщене недалеко від кордону з Україною. Село розташоване за 9 км на південний схід від Перемишля та 70 км на південний схід від Ряшева.

## Історія
Станіславчик заснував як місто наприкінці XVII ст. львівський каштелян Станіслав Юзеф Фредро. Станіславчик швидко занепав і зійшов до рівня села, яке входило до 1772 р. до складу Перемишльської землі Руського воєводства.
15 листопада 1861 р. через село прокладена Галицька залізниця імені Карла Людвіга зі станцією в селі. У 1880 р. село належало до Перемишльського повіту Королівства Галичини та Володимирії Австро-Угорської імперії, в селі було 42 будинки і 207 жителів; (192 греко-католики, 8 римо-католики і 7 юдеїв ).
У 1939 році в селі проживало 350 мешканців, з них 330 українців-грекокатоликів, 10 українців-римокатоликів і 10 євреїв. Село входило до ґміни Поповичі Перемишльського повіту Львівського воєводства.
Наприкінці вересня 1939 р. село зайняла Червона армія. 27.11.1939 постановою Президії Верховної Ради УРСР село у складі повіту включене до новоутвореної Дрогобицької області. В червні 1941, з початком Радянсько-німецької війни, село було окуповане німцями. В липні 1944 року радянські війська оволоділи селом, а в березні 1945 року село зі складу Дрогобицької області передано Польщі. Українців добровільно-примусово виселяли в СРСР. За польськими офіційними даними (взятими пізніше в солтиса) з 15 до 20 травня 1947 р. під етнічну чистку під час проведення Операції «Вісла» було виселено на понімецькі землі у західній та північній частині польської держави 14 українців, залишилось 311 польських переселенців та 6 українців, які повинні були вивезені пізніше. Натомість у списку професора Стефана Заброварного (уродженця Станіславчика) перераховуються 116 депортованих українців.
У 1975-1998 роках село належало до Перемишльського воєводства.

## Демографія
Демографічна структура станом на 31 березня 2011 року:
|          | Загалом | Допрацездатний вік | Працездатний вік | Постпрацездатний вік |
| -------- | ------- | ------------------ | ---------------- | -------------------- |
| Чоловіки | 94      | 22                 | 64               | 8                    |
| Жінки    | 69      | 13                 | 43               | 13                   |
| Разом    | 163     | 35                 | 107              | 21                   |

## Церква
У 1915 р. в селі згоріла дерев’яна греко-католицька церква, тому наступного року була збудована богослужбова каплиця Чуда св. Михаїла, а наприкінці 1930-х років зведена мурована церква св. Архангела Михаїла. До депортації українців була філіяльною церквою, яка належала до парафії Германовичі Нижанківського деканату Перемишльської єпархії. Надалі стояла пусткою, у 1966 р. зруйнована.

## Пам’ятки
- Будівля залізничної станції.
- Рештки колишнього греко-католицького цвинтаря.
- Рештки ґрунтових фортифікацій XVII ст.

## Уродженці
- Карванський Дмитро Іванович — поручник Дивізії «Галичина» та УПА, сотенний сотні «Громенка» «Ударники-2».